# Liste der Bodendenkmäler in Freudenberg (Siegerland)
Die Liste der Bodendenkmäler in Freudenberg enthält die denkmalgeschützten unterirdischen baulichen Anlagen, Reste oberirdischer baulicher Anlagen, Zeugnisse tierischen und pflanzlichen Lebens und paläontologischen Reste auf dem Gebiet der Stadt Freudenberg im Kreis Siegen-Wittgenstein in Nordrhein-Westfalen (Stand: September 2020). Diese Bodendenkmäler sind in Teil B der Denkmalliste der Stadt Freudenberg eingetragen; Grundlage für die Aufnahme ist das Denkmalschutzgesetz Nordrhein-Westfalen (DSchG NRW).
| Bild | Bezeichnung                                                                                   | Lage          | Beschreibung | Bauzeit | Eingetragen seit | Denkmal- nummer |
| ---- | --------------------------------------------------------------------------------------------- | ------------- | ------------ | ------- | ---------------- | --------------- |
|      | Grenzübergangsstelle Holzklauer Schlag                                                        | Oberholzklau  |              |         | 12.07.1982       | 1               |
|      | Grenzübergangsstelle Ohrndorfer Schlag                                                        | Büschergrund  |              |         | 13.07.1982       | 2               |
|      | Rondell-Anlage                                                                                | Büschergrund  |              |         | 13.07.1982       | 3               |
|      | Alte Schanze mit Wall                                                                         | Hohenhain     |              |         | 24.09.1982       | 4               |
|      | Scherbensammlung Gambachtal                                                                   |               |              |         | 03.05.1983       | 5               |
|      | Scherbensammlung Schloßberg                                                                   |               |              |         | 03.05.1983       | 6               |
|      | Teilbereich der „Alten Kölner Straße“ im Bereich der Grenzübergangsstelle „Ohrndorfer Schlag“ | Büschergrund  |              |         | 14.12.1988       | 7               |
|      | Alte Burganlage von Niederndorf                                                               | Niederndorf   |              |         | 21.05.1991       | 8               |
|      | Schloßberg Freudenberg                                                                        | Freudenberg   |              |         | 15.03.1993       | 9               |
|      | Hohlwege vor dem Holzklauer Schlag                                                            | Oberholzklau  |              |         | 17.05.1993       | 10              |
|      | Schanze an der Hühnertränke                                                                   | Büschergrund  |              |         | 04.01.1994       | 11              |
|      | Büscher Schanze                                                                               | Büschergrund  |              |         | 04.01.1994       | 12              |
|      | Wüstung Gambach                                                                               | Freudenberg   |              |         | 04.01.1994       | 13              |
|      | Hohlwege der Eisenstraße bei Mausbach                                                         | Mausbach      |              |         | 02.04.2014       | 14              |
|      | Hileweg in der Nähe von Stöcken                                                               | Plittershagen |              |         | 30.05.2016       | 15              |
|      | Landhecke Bühl                                                                                | Bühl          |              |         | 14.07.2014       | 16              |